# Arceuthobium douglasii
Arceuthobium douglasii är en sandelträdsväxtart som beskrevs av Georg George Engelmann. Arceuthobium douglasii ingår i släktet Arceuthobium och familjen sandelträdsväxter. Inga underarter finns listade i Catalogue of Life.